# Sega Model 1
Sega Model 1 es una placa de arcade creada por Sega destinada a los salones arcade.

## Descripción
El Sega Model 1 fue lanzada por Sega en 1992.
Posee un procesador NEC V60 uPD-70616 @ 16 MHz de 32 bits, y tiene un procesador de sonido 68000 @ 12 MHz.
En esta placa funcionaron 7 títulos.

## Especificaciones técnicas

### Procesador
- NEC V60 uPD-70616 @ 16 MHz, 32bits RISC (2.5 MIPS)

### Audio
- Z80 @ 4 MHz.

Chips de Sonido:
- - 2 x Sega MultiPCM personalizado con 28 canales PCM chips @ 8 MHz, 1 for Music and 1 for Effects. Each can access up to 8meg sample rom *per chip*
  - Sound Timing Chip : YM3834 @ 8MHz (only used for its timers)

### Video
- Fujitsu TGP MB86233 FPU 32bits 16M flops  
  - Floating decimal point operation function, Axis rotation operation function, 3D matrix operation function
  - Geometría: 180,000 polígonos/sec, 540,000 vectores/sec
  - Rendering: 1,200,000 pixeles/sec
  - Video: Shading Flat Shading, Diffuse Reflection, Specula Reflection, 2 Layers of Background Scrolling, Alpha Channel
  - Resolución de video: 496x384, 65536 colores en pantalla de forma simultánea

## Lista de videojuegos
- Sega Netmerc (1994)
- Star Wars Arcade (1994)
- Virtua Fighter (1993)
- Virtua Formula (1993)
- Virtua Racing (1992)
- Wing War (1994)
- Wing War R360 (1994)